# مملكة النرويج (872–1397)
مصطلحات الإمبراطورية النرويجية، ومملكة النرويج الوراثية (الشمالية القديمة: Norégveldi، بالبوكمول: Norgesveldet، بالنينوشك: Noregsveldet)، والمملكة النرويجية تشير إلى مملكة النرويج في أوج قوتها في القرن الثالثة عشر بعد فترة طويلة من الحرب الأهلية قبل 1240. لم تكن المملكة أُمةً موحدة بما في ذلك مناطق النرويج المعاصرة؛ والمناطق السويدية المعاصرة: يمتلاند، وهريدالن، وبوهوسلان، وإدره، وسيرنا؛ بالإضافة إلى أقاليم النرويج ما وراء البحار التي استوطنها البحارة النرويجيون قبل دمجها أو ضمها إلى المملكة كـ«مناطق ضريبية». و أيضاً في الشمال، شاركت النرويج حدوداً مع مناطق ضريبية واسعة في البر الرئيسي. بدأ النرويج سياستها التوسعية منذ تأسيس المملكة في 872، ووصلت أوج قوتها بين 1240  و 1319.
في ذروة التوسع النرويجي قبل الحرب الأهلية (1130–1240)، نجح سيغورد الأول بقيادة الحملة النرويجية الصليبية الحملة النرويجية الصليبية من أجل تحويل المناطق التي يتواجد فيها المسلمون في أوروبا. ثم ذهب سيغورد وقوته النرويجية إلى المشرق الإسلامي ليساعد بلدوين الأول بإقامة مملكة القدس في فلسطين. كانت مملكة النرويج ثاني دولة أوروبية بعد إنجلترا تضع قانوناً موحداً ليتم تطبيقه في كامل الدولة، عُرف ذلك القانون بالـ«لاندسلوف» (Landslov) أي قانون الدولة. من أبرز الحقائق عن المملكة هي قصة رجل الدولة ليف إريكسون، الذي اكتشف أمريكا الشمالية تقريباً قبل أن ينطلق كولومبوس في رحلته.
كانت قوة العلمية في أعلى مستوياتها في نهاية حكم الملك هاكون الرابع في 1263. كانت سلطة الكنيسة في أبرشية نيداروس عنصراً هاماً في تلك الفترة منذ 1152. لا يوجد مصادر موثوقة حول متى أزيحت يامتلاند لتصبح تحت سلطة أسقف أوبسالا. تأسست أوبسالا لاحقاً، وكانت ثالث أكبر أبرشية حضرية إسكندنافيا بعد لوند ونيداروس. شاركت الكنيسة في العملية السياسية قبل وأثناء وجود اتحاد كالمار.
تأسست الدولة الموحدة على يد الملك هارالد ذو الشعر الفاتح في القرن التاسع. أثمرت جهوده بتوحيد ممالك النرويج الضئيلة بتأسيس أول حكومةٍ نرويجية مركزية معروفة. غير أن الدولة تجزأت بعد وقتٍ قريب آنذاك، ثم جرى تجميعها في كيانٍ واحد في النصف الأول من القرن الحادي عشر.